# Coupe Kirin 1981
 (août 2024).
Si vous disposez d'ouvrages ou d'articles de référence ou si vous connaissez des sites web de qualité traitant du thème abordé ici, merci de compléter l'article en donnant les références utiles à sa vérifiabilité et en les liant à la section « Notes et références ».
La Kirin Cup 1981 est la quatrième édition de la Coupe Kirin. Elle se déroule en mai et en juin 1981, au Japon. Le tournoi se déroule entre la Chine et le Japon, et des clubs (Inter Milan, FC Bruges, Mitsubishi et Everton FC).

## Résultats

### Groupe A
- 31 mai 1981 : FC Bruges 3-2 Mitsubishi
- 2 juin 1981 : Inter Milan 1-0 Mitsubishi
- 4 juin 1981 : FC Bruges 0-0 Inter Milan

| Équipe      | Pts | J | V | N | D | Bp | Bc | Dif |
| ----------- | --- | - | - | - | - | -- | -- | --- |
| FC Bruges   | 3   | 2 | 1 | 1 | 0 | 3  | 2  | +1  |
| Inter Milan | 3   | 2 | 1 | 1 | 0 | 1  | 0  | +1  |
| Mitsubishi  | 0   | 2 | 0 | 0 | 2 | 2  | 4  | -2  |

### Groupe B
- 31 mai 1981 : Japon 2-2 Everton FC
- 2 juin 1981 : Japon 0-0 Chine
- 4 juin 1981 : Everton FC 1-0 Chine

| Équipe     | Pts | J | V | N | D | Bp | Bc | Dif |
| ---------- | --- | - | - | - | - | -- | -- | --- |
| Everton FC | 3   | 2 | 1 | 1 | 0 | 3  | 2  | +1  |
| Japon      | 2   | 2 | 0 | 2 | 0 | 2  | 2  | 0   |
| Chine      | 1   | 2 | 0 | 1 | 1 | 0  | 1  | -1  |

### Demi-finales
- 6 juin 1981 : Inter Milan 4-1 Everton FC
- 7 juin 1981 : Japon 0-2 FC Bruges

### Finale
- 10 juin 1981 : FC Bruges 2-0 Inter Milan

## Vainqueur
| Vainqueur Coupe Kirin 1981 FC Bruges 1er titre |